# حمزه‌ده علیا
حمزه ده علیا، روستایی است از توابع بخش مرکزی شهرستان نوشهر در استان مازندران ایران.

## جمعیت
این روستا در دهستان بلده کجور قرار دارد و براساس سرشماری مرکز آمار ایران در سال ۱۳۸۵، جمعیت آن ۵۹۳ نفر (۱۳۵خانوار) بوده‌است. مردم حمزه‌ده علیا از قومیت طبری هستند. مردم حمزه‌ده علیا به زبان طبری با گویش کجوری سخن می‌گویند.